# Nombre de La Iglesia de Jesucristo de los Santos de los Últimos Días
El nombre de La Iglesia de Jesucristo de los Santos de los Últimos Días (IJSUD, en inglés The Church of Jesus Christ of Latter-day Saints) se deriva de una revelación de 1838 que según Joseph Smith, fundador del Movimiento de los Santos de los Últimos Días, dijo recibir. Los líderes de la iglesia han enfatizado durante mucho tiempo el nombre completo de la iglesia (aunque más especialmente desde 2018), y se han resistido a la aplicación de nombres informales o abreviados, especialmente aquellos que omiten «Jesucristo». Estos nombres informales y abreviados incluyen «iglesia mormona», «iglesia SUD» e «Iglesia de los Santos de los Últimos Días».

## Nombres históricos de la iglesia
La IJSUD se remonta al 6 de abril de 1830, cuando Smith y otros cinco hombres establecieron formalmente la Iglesia de Cristo. La iglesia fue conocida con este nombre desde 1830 hasta 1834.
En la década de 1830, el hecho de que varias iglesias estadounidenses, incluidas algunas iglesias congregacionales e iglesias del Movimiento de Restauración, también usaran el nombre «Iglesia de Cristo», causó un grado considerable de confusión. En mayo de 1834, la iglesia adoptó una resolución que la iglesia sería conocida a partir de entonces como «La Iglesia de los Santos de los Últimos Días». En varias ocasiones, la iglesia también fue referida como «La Iglesia de Jesucristo», «La Iglesia de Dios», y «La Iglesia de Cristo de los Santos de los Últimos Días».

## Adopción del nombre actual
A finales de la década de 1830, Smith fundó una nueva sede en Far West, Misuri. En Far West, el 26 de abril de 1838, Smith registró una revelación de Dios que cambió el nombre de la organización a «Iglesia de Jesucristo de los Santos de los Últimos Días». La iglesia fue conocida por este nombre hasta después de la muerte de Smith en 1844; ocasionalmente, el nombre en inglés se escribía con un guion entre las palabras «Latter» y «day».
Después de la muerte de Smith, las denominaciones mormonas rivales se organizaron bajo el liderazgo de varios sucesores. La facción más grande de ellas, dirigida por Brigham Young, continuó usando el nombre «Iglesia de Jesucristo de los Santos de los Últimos Días» hasta que fue incorporado en 1851 por la legislatura del estado provisional de Deseret, cuando la iglesia estandarizó su ortografía en inglés como «The Church of Jesus Christ of Latter-day Saints», que incluía la palabra compuesta «Latter-day» con guion y una «d» minúscula de estilo británico. En enero de 1855, la legislatura del Territorio de Utah promulgó de nuevo el estatuto que incorporó a la iglesia bajo este nombre.
En 1876, la IJSUD publicó una nueva edición de Doctrina y Convenios que contiene el texto de importantes revelaciones recibidas por Joseph Smith. En esta nueva edición, la primera revisión desde antes de la muerte de Smith, se cambiaron las mayúsculas y los guiones del nombre de la iglesia en la revelación de 1838 a Smith para reflejar el formato de nombre que la iglesia había adoptado desde entonces:

[Y] a todos los élderes y personas de mi Iglesia de Jesucristo de los Santos de los Últimos Días, esparcidos por todo el mundo; porque así será llamada mi iglesia en los últimos días, La Iglesia de Jesucristo de los Santos de los Últimos Días.

El artículo definido «The» (traducido en español como el artículo definido «La») no estaba escrito en mayúscula en Doctrina y Convenios 115:4 de la edición de 1876; no fue hasta la edición de 1921 que se capitalizó. Hasta finales del siglo XX, las publicaciones de la iglesia escribían con mayúscula «The» de manera inconsistente en el nombre de la iglesia en el texto corriente. Hoy en día, las publicaciones de la iglesia invariablemente escriben con mayúscula  «The» en todos los contextos.
Hoy, «La Iglesia de Jesucristo de los Santos de los Últimos Días» es una marca registrada propiedad de la IJSUD. En contraste, «Iglesia de Jesucristo de los Santos de los Últimos Días» es un nombre de dominio público y es utilizado por algunas denominaciones más pequeñas del mormonismo, incluidos los Strangitas.

## Sentido
La IJSUD enseña que su nombre es un indicador significativo de su origen y misión. Se han dado las siguientes enseñanzas sobre los significados de los diversos componentes del nombre de la iglesia:
- La Iglesia: «Tenga en cuenta que el artículo "The"... comienza con una letra mayúscula. Esta es una parte importante del título, para la Iglesia es la organización oficial de creyentes bautizados que han tomado sobre sí el nombre de Cristo.»[15] «La palabra The indica la posición única de la iglesia restaurada entre las religiones del mundo».[16] «La palabra The es significativa: no solo Iglesia de Jesucristo de los Santos de los Últimos Días, porque decir "La Iglesia" la distingue como la única iglesia verdadera sobre la faz de la tierra».[17][18]
- de Jesucristo: «Por mandato divino, el título de la Iglesia lleva el nombre sagrado de Jesucristo, cuya iglesia es ésta... Sabemos que Él es "la principal piedra angular" sobre la cual se basa la organización de Su Iglesia... Sabemos que Él es la Roca de quien viene la revelación a Sus agentes autorizados... ya todos los que lo buscan dignamente».[15] «Las palabras "Iglesia de Jesucristo" declaran que es Su Iglesia. En el Libro de Mormón, Jesús enseñó: "¿Y cómo puede ser mi iglesia si no se llama en mi nombre? Porque si una iglesia se llama 'en Moisés' nombre entonces será la iglesia de Moisés; o si se llama en el nombre de un hombre [como Mormón] entonces será la iglesia de un hombre; pero si se llama en mi nombre, entonces es mi iglesia, si es así que están edificados sobre mi evangelio"» (3 Nefi 27:8)."[16] «Por implicación, llamar a la Iglesia por el nombre Mormón la convertiría en la iglesia mormona. Si bien la mayoría de los miembros de la Iglesia no se sienten ofendidos por el título Mormón, prefieren el nombre que subraya adecuadamente su relación con Cristo».[5]
- Santos: «"Santos" significa que sus miembros lo siguen y se esfuerzan por hacer Su voluntad, guardar Sus mandamientos y prepararse una vez más para vivir con Él y nuestro Padre Celestial en el futuro. Santo simplemente se refiere a aquellos que buscan santificar sus vidas al pacto de seguir a Cristo».[16] «A pesar de su uso en noventa y ocho versículos de la Biblia, el término Santo todavía no se comprende bien. Algunos piensan erróneamente que implica beatificación o perfección. ¡No tanto! Un santo es un creyente en Cristo y conoce su perfecto amor... Un santo sirve a los demás... Un santo es tolerante y está atento a los ruegos de otros seres humanos... Un santo "se abstiene de la ociosidad"... y busca aprender por el estudio y también por la fe... Un santo es honesto y amable... Un santo es un ciudadano honorable... Un santo resuelve las diferencias con los demás de manera honorable y pacífica y es constante en la cortesía... Un santo evita lo que es inmundo o degradante y evita el exceso incluso de lo que es bueno. Quizás, sobre todo, un santo es reverente. Reverencia por el Señor, por la tierra que Él creó, por los líderes, por la dignidad de los demás, por la ley, por la santidad de la vida, por las capillas y otros edificios».[15]
- de los Últimos Días: «"De los Últimos Días" explica que es la misma Iglesia que la Iglesia que Jesucristo estableció durante Su ministerio terrenal, pero que restauró en estos últimos días».[16]

## Nombres informales y abreviados
Debido a la creencia en el Libro de Mormón entre los seguidores de Joseph Smith, en la década de 1830, las personas ajenas a la iglesia comenzaron a referirse a sus miembros como «mormonitas» o «mormones» y a la iglesia como la «iglesia mormona». Smith y otros líderes de la iglesia consideraron que estos términos informales o abreviados eran despectivos e inapropiados, como se publicó en 1834:

Otros pueden llamarse a sí mismos por sus propios nombres o por otros nombres, y tener el privilegio de usarlos sin que nosotros los cambiemos o intentemos hacerlo; pero que no aceptamos el título anterior, ni vamos a llevarlo como nuestro nombre, aunque puede ser prodigó a cabo en nosotros el doble de lo que ha sido hasta ahora.
Oliver Cowdery

Hoy en día, sigue siendo común que las personas y los medios de comunicación fuera de la iglesia se refieran a ella como «iglesia mormona». Los líderes de la iglesia se han resistido a estas prácticas y les han pedido a los miembros que no se refieran a la iglesia de esta manera.
En 2001, los miembros de la IJSUD publicaron una guía de estilo sobre su nombre, solicitando que aquellos que escriben sobre la iglesia se adhieran a las siguientes pautas:

- En la primera referencia, se prefiere el nombre completo de la Iglesia: «La Iglesia de Jesucristo de los Santos de los Últimos Días».
- Evite el uso de «iglesia mormona», «iglesia SUD» o «Iglesia de los Santos de los Últimos Días».
- Cuando se necesite una referencia abreviada, se alientan los términos «La Iglesia» o «La Iglesia de Jesucristo».
- Cuando se hace referencia a los miembros de la Iglesia, se prefiere el término «Santos de los Últimos Días», aunque se acepta «mormones».

Sobre la publicación de la guía de estilo de 2001, The New York Times informó que la publicación de las recomendaciones de la guía de estilo fue una «"reafirmación deliberada" de un largo esfuerzo a favor de un uso más amplio del título completo de la iglesia». El apóstol Dallin H. Oaks dijo al Times que «los líderes de la iglesia decidieron que era posible comenzar a usar el nombre abreviado de Iglesia de Jesucristo porque ningún otro organismo cristiano importante en los Estados Unidos lo había reclamado». Jan Shipps, historiadora experta en el mormonismo, sugirió que estos continuos esfuerzos para enfatizar el nombre de la iglesia reflejan el deseo de sus miembros de que sus creencias «sean entendidas como una tradición cristiana».
En agosto de 2018, el presidente de la IJSUD Russell M. Nelson reiteró la solicitud de que los miembros de la iglesia y otros llamen a la iglesia por su nombre completo en lugar de usar los términos «iglesia SUD», «iglesia mormona» y «mormonismo». Además, solicitó que los términos «LDS» y «mormon» no se utilicen para referirse a su membresía o sistema de creencias, y la guía de estilo se actualizó en consecuencia. Entre otros cambios, esta actualización reorganizó los puntos anteriores y reemplazó el segundo y el cuarto de la siguiente manera:

Si bien el término «iglesia mormona» se ha aplicado públicamente a la Iglesia como un apodo durante mucho tiempo, no es un título autorizado y la Iglesia desaconseja su uso. Por lo tanto, evite usar la abreviatura «SUD» o el apodo «mormón» como sustitutos del nombre de la Iglesia, como en «iglesia mormona», «iglesia SUD» o «Iglesia de los Santos de los Últimos Días».
Cuando se hace referencia a los miembros de la Iglesia, se prefieren los términos «miembros de La Iglesia de Jesucristo de los Santos de los Últimos Días», «Santos de los Últimos Días», «miembros de la Iglesia de Jesucristo» y «miembros de la Iglesia restaurada de Jesucristo». Pedimos que no se utilicen los términos «mormones» y «SUD».

Posteriormente a este anuncio, la iglesia comenzó el «esfuerzo complejo en numerosos idiomas globales» y pidió que «todos... sean pacientes y corteses mientras trabajamos juntos para usar y compartir el nombre propio de La Iglesia de Jesucristo de los Santos de los Últimos Días en todo el mundo». Los sitios web de la Iglesia se actualizaron con nuevas urls, las cuentas de redes sociales se actualizaron para enfatizar aun más el nombre de la iglesia y el conjunto vocal principal de la iglesia, entonces más conocido como «Coro del Tabernáculo Mormón», fue rebautizado oficialmente como Coro del Tabernáculo de la Manzana del Templo. La reacción a la política de cambio de nombre en los medios de comunicación, por parte del público en general e incluso entre los miembros de la iglesia se ha mezclado con los términos de segunda referencia preferidos (como «la Iglesia de Jesucristo» y «la Iglesia restaurada de Jesucristo») siendo generalmente rechazados excepto por los propios miembros de la iglesia. Sin embargo, los medios de comunicación en Utah, incluyendo a Deseret News, KSL-TV y KSL Radio, todos propiedades de la IJSUD, prefieren usar «Santos de los Últimos Días» cuando se refieren a la iglesia en los titulares.